# 本田美禅
本田 美禅（ほんだ びぜん、慶応4年5月20日（1868年7月9日） - 昭和21年（1946年）3月29日）は、日本の小説家。本名は本田 浜太郎。

## 人物
信濃国伊那郡山村（現長野県飯田市）生まれ。明治維新後、一家で上京。貧困により小学校を中退して丁稚奉公し、1881年砲兵工廠の職工となる。1887年砲兵工廠の火工科を卒業して熊本の第6師団野戦砲兵隊付へ赴任。「熊本忠愛新報」へ投稿するうちに認められ、1891年には同社に文芸記者として入社した。日清戦争の従軍記者をした後、1897年に内藤湖南に招かれて「台湾日報」の編集者となる。1905年「大阪新報」に「日本丸」が入選したのを機に作家生活に入り、結核の療養生活をしながら多くの大衆小説を大手新聞社やキングなどに掲載した。
1996年～2003年、未知谷より『本田美禅コレクション』が刊行され、「御洒落狂女」「血染の伽羅」「俺は男だ」「覆面の女将軍」が収録された。

## 主な作品
- 「御洒落狂女」
- 「左京の局」
- 「乱れ焼刃」
- 「三人姉妹」
- 「伊達の与作」
- 「血染めの伽羅」
- 「大彦のべ物語」
- 「覆面の女将軍」
- 「俺は男だ」